# Dunbar Park
Dunbar Park est un parc situé au 300 East 31st Street, dans le South Side de la ville de Chicago (Illinois). Cet espace vert s'étend sur une surface de 81 000 m² (20 acres) qui ont été acquis en 1962 par la ville de Chicago. Entre 1964 et 1966, le Chicago Park District, l'organisme chargé de la gestion du parc, l'a aménagé afin de le rendre plus attrayant. 
Dunbar Park est nommé en hommage au poète Paul Laurence Dunbar.